# Jordsvin
Jordsvinet (latin: Orycteropus afer), også kendt som aardvark, er et pattedyr og eneste nulevende art i familien Orycteropodidae og i ordenen Tubulidentata. Dyret er udbredt i Afrika syd for Sahara og er specialist i at grave. Kroppen når en længde på 1-1,5m og dens hale bliver ca. 50 cm lang. Jordsvin er tunge og klodsede dyr, idet at dyrets vægt kan svinge mellem 40-100 kg, men det mest normale er omkring 50kg. Jordsvinets føde består hovedsageligt af termitter og myrer.
Hunnen er drægtig i 7 måneder.

## Galleri
- Tegning fra 1927
- i Himeji City Zoo, Japan
- Voksen og unge
- Kranie og tænder